# Durarara!!
Durarara!! (デュラララ!!, Dyurarara!! ou DRRR!!) est une série de light novels japonais écrite par Ryōgo Narita et illustrée par Suzuhito Yasuda. Treize tomes ont été publiés par ASCII Media Works entre janvier 2004 et janvier 2014. Un second arc intitulé Durarara!! SH est publié depuis avril 2014.
Une adaptation en manga de Akiyo Satorigi est publiée depuis avril 2009 dans le magazine Monthly GFantasy et compilé en volume reliés par ASCII Media Works. La série est répartie en plusieurs arcs narratifs.
Une adaptation en série télévisée d'animation de 24 épisodes est diffusée entre le 7 janvier 2010 et le 24 juin 2010. En France, l'anime est licencié par Dybex, qui l'a diffusée en streaming sur Dailymotion et éditée en DVD. Une seconde saison, Durarara!!×2, est diffusée à partir du 10 janvier 2015 au Japon et en simulcast sur Wakanim dans les pays francophones.

## Synopsis
Mikado Ryūgamine est un jeune adolescent qui rêve de la vie excitante des grandes villes. Lorsque son ami d'enfance Kida Masaomi l'invite, il est transféré dans un lycée de Ikebukuro. Masaomi le met en garde et lui dit de se méfier de certaines personnes, qu'il devrait éviter de côtoyer : un homme violent habillé comme un barman, un informateur et un gang mystérieux appelé "Dollars". Pour couronner le tout, Mikado est témoin d'une légende urbaine dès son premier jour dans la ville : le Motard Sans-tête pilotant une moto noire.

## Personnages
Celty Sturluson (セルティ・ストゥルルソン, Seruti Sutururuson) (surnommée Setton (セットン))
Le "Motard Sans Tête" ou "le Motard Noir" est une véritable légende urbaine à Ikebukuro. Celty est une Dullahan (esprit du folklore celtique) et vient d'Irlande. Elle est venue au Japon pour retrouver sa tête car elle a perdu tout souvenir de son passé. Sa moto est en fait son cheval déguisé. Comme elle n'a pas de tête, elle perçoit les sons grâce à des points sensoriels qui sont localisés quelque part sur son corps. Elle écrit sur un assistant personnel (téléphone tactile) pour communiquer comme elle ne peut pas parler. Sa force physique est supérieure à celle des humains normaux, mais reste inférieure à celle d'individus plus particuliers comme Shizuo Heiwajima.
Elle est capable de manipuler son ombre et même de former des objets avec elle. Elle s'est fait disséquer par le père de Shinra et Shinra lui-même quand il était petit en échange d'un endroit où vivre. Celty vit avec Shinra Kishitani et travaille en tant que coursier. Il lui arrive aussi de travailler avec Izaya Orihara. Elle adore tchatter, regarder la télévision et les DVD. Elle est une des rares personnes à connaître l'identité du créateur des Dollars. Elle semble avoir des sentiments pour Shinra, mais se dit que comme elle n'est pas humaine, elle ne peut pas ressentir de telles choses. Elle déteste aussi qu'on lui dise d'arrêter de chercher sa tête.
Mikado Ryūgamine (竜ヶ峰 帝人, Ryūgamine Mikado) (surnommé Tarō Tanaka (田中太郎, Tanaka Tarō))
Considéré comme le personnage principal de la série, Mikado est un lycéen de 15 ans qui vient étudier à Ikebukuro sous les encouragements de son meilleur ami Kida, dans le but de "vivre de nouvelles aventures". Avant de venir à Ikebukuro, Mikado était une personne tout à fait normale, trop timide selon lui-même. Ses anciens camarades disent de lui que c'est quelqu'un de gentil, serviable et poli, mais il veut changer son image. Il admire énormément Kida et voudrait être comme lui. Son anniversaire est le 21 mars. Il semble également avoir un faible pour Anri Sonohara.
On peut souvent le voir sur le chat, avec pour pseudo "Tanaka Taro". Questionnant souvent les gens à propos des Dollars, un fameux mais néanmoins mystérieux gang d'Ikebukuro. Il est d'ailleurs le fondateur des Dollars.
Masaomi Kida (紀田 正臣, Kida Masaomi) (surnommé Bakyura (バキュラ))
Kida Masaomi, né le 19 juin, 15 ans, 1,70 m, 60 kg est un personnage enjoué et haut en couleur. C'est le meilleur ami d'enfance de Mikado. C'est également un grand dragueur, et il semble intéressé par les filles plus vieilles que lui. Il dit avoir eu 37 coups de foudre depuis la rentrée, et laisse croire à Mikado qu'il aime Anri Sonohara. Il est dans une classe différente de Mikado et Anri, soit la 1-B. Mikado dit de lui que c'était quelqu'un de vraiment énergique à l'école primaire et qu'il est très charismatique. Il fait également des blagues douteuses, voire pas drôles. Il a emménagé plusieurs années auparavant à Ikebukuro et semble connaître pratiquement tous les protagonistes. Il présente ainsi Kadota et sa bande à Mikado et le met en garde notamment contre Izaya et Shizuo.
Il avait une petite amie par le passé mais celle-ci a fini à l'hôpital à la suite d'une « guerre de gangs » mais il n'ose pas aller la voir, on peut donc en conclure qu'il ne sont plus ensemble. Il cherche à protéger Mikado des "ténèbres" de la ville et lui cache même son obscur passé. On apprend qu'il était le "Général" des Écharpes Jaunes, et après l'incident de l’Éventreur, il reprend ce rôle afin de s'occuper de ce dernier.
Anri Sonohara (園原 杏里, Sonohara Anri) (surnommée Saika)
Camarade de classe de Mikado. Anri est âgée de 15 ans semble être une jeune fille timide et assez silencieuse mais elle passe beaucoup de temps avec Mikado et Kida. Elle est vraiment mignonne et ne laisse pas les garçons indifférents. Elle donne l'impression d'être assez déconnectée de la réalité, et est à la recherche d'une ancienne camarade de collège disparue, Mika Harima. Elle connaît également Seiji Yagiri.
On apprend qu'elle est le véritable Éventreur, la propriétaire de l'épée maudite Saïka et après avoir défait le faux Éventreur, elle prend le contrôle de "l'armée de l'épée maudite" de ce dernier.
Izaya Orihara (折原 臨也, Orihara Izaya) (surnommé Kanra (甘楽))
Jeune homme de 23 ans faisant le commerce d'informations pour son propre plaisir, est apparemment impliqué dans pas mal de business louches. Il lui arrive de travailler avec Celty, en faisant appel à ses talents de coursier. Il dit souvent aimer les humains, et les trouve intéressants, à part Shizuo Heiwajima. Il adore regarder les réactions des gens lorsque ceux-ci se retrouvent dans des situations malheureuses. C'est un as des courses poursuites, à force de toujours être coursé par Shizuo. Il se bat avec une sorte de couteau et est très agile et rapide avec.
Il était au collège puis au lycée avec Shinra et semble entretenir de bonnes relations avec lui. Par son intermédiaire, il rencontre Shizuo Heiwajima au lycée, lequel lui voue dès ce moment une haine viscérale. Il a donc suivi sa scolarité au lycée de Raijin (l'ancien nom de Raira) avec Kadota, Shizuo et Shinra. Dans le roman, Izaya implique souvent Shizuo dans des crimes. Dans l'anime, il met Shizuo dans des problèmes constants, lui fait subir les attaques constantes de gangs et va même jusqu'à l'impliquer dans des crimes. Il a deux jeunes sœurs jumelles de 14 ans : Mairu et Kukuri. Son prénom est une combinaison japonaise et biblique du prénom Isaiah qui signifie "celui qui regarde la foule". Enfin, pour une raison inconnue, Izaya parle couramment le russe. Il se fait passer pour une femme dans le chat sous le pseudo "Kanra". Il manipule le monde d'Ikebukuro, notamment les diverses factions à travers les 3 amis.
Shizuo Heiwajima (平和島 静雄, Heiwajima Shizuo)
C'est un homme de 24 ans qui porte souvent des lunettes de soleil et est toujours habillé en tenue de barman. Bien qu'il paraisse calme, il s'énerve facilement et se bat avec une force incroyable. Malgré ses compétences de combat simples et peu raffinées, les résidents d'Ikebukuro le considèrent comme le personnage le plus fort de la ville.
Dans les romans, son pouvoir est décrit comme la forme naturellement illimitée de la force humaine et assimilé "au pouvoir de l'adrénaline" qui peut donner une force surhumaine aux gens dans les cas d'urgence. Bien qu'il ait souvent recours à la violence, il dit pourtant détester cela. Il travaille comme garde du corps de Tom qui est un agent de recouvrement de créances dans Ikebukuro. Il était en primaire puis au lycée avec Shinra. Il porte une intense haine envers Izaya Orihara qui est survenue dès leur première rencontre au lycée. Shizuo veut la mort d'Izaya depuis que ce dernier l'a accusé d'un crime, lui faisant ainsi perdre un emploi de barman que le frère cadet de Shizuo souhaitait le voir conserver. On peut dire que son frère de 20 ans, Kasuka, a mieux réussi sa vie. Tandis que Shizuo change constamment de travail, Kasuka est une idole et son nom de scène est Yuhei Hanajima. Shizuo est aussi un ami de longue date de Celty et la retrouve souvent pour lui parler. Il dit d'elle que c'est "la plus humaine" des gens d'Ikebukuro. Son nom de famille se traduit littéralement par "l'homme serein" et "l'île paisible". Il déteste quand Izaya le surnomme "Shizu-chan". C'est quelqu'un de très perspicace, il est d'ailleurs l'un des seuls à comprendre que ce dernier est derrière le chaos qui submerge continuellement Ikebukuro.
Shinra Kishitani (岸谷 新羅, Kishitani Shinra)
Jeune médecin clandestin de 24 ans, il travaille pour des gens qui ne veulent visiblement pas avoir à rendre de comptes. Il vit avec Celty depuis son plus jeune âge et est amoureux d'elle. Il reste souvent chez lui et porte toujours une blouse blanche de médecin même quand il ne travaille pas.
Il a été le camarade de classe de Shizuo à l'école primaire puis au lycée, et celui d'Izaya au collège puis au lycée. Shinra est un personnage étrange, manifestant une grande curiosité pour tout ce qui sort un peu de l'ordinaire. Depuis l'école primaire, il veut avoir un échantillon de sang de Shizuo à cause sa force "illimitée". Shinra semble aimer quand Shizuo a recours à la violence. Il s'intéressait également de près à Izaya au collège. Il apprécie les courses poursuites et les violences entre Shizuo et Izaya. Son père était aussi un médecin et Shinra participait aux opérations qu'il menait. Il a aussi disséqué Celty lorsqu'il était enfant.
Simon Brezhnev (サイモン・ブレジネフ, Saimon Burejinefu)
Grand Russe venu à Ikebukuro pour aider son ami russe qui dirige un magasin de sushi russe. Son vrai nom est Semyon (en russe : Семён ) mais tout le monde l'appelle "Simon" car c'est plus facile à prononcer en japonais. Bien qu'il soit d'un naturel calme et gentil avec les gens, il a montré à plusieurs reprises sa force avec laquelle il est en mesure d'arrêter une bagarre avec un bras, il est l'égal de Shizuo qui est une des personnes les plus redoutées d'Ikebukuro.
Kyohei Kadota (門田 京平, Kadota Kyōhei) (surnommé Monta)
Il faisait partie, à l'origine, des Blue Squares mais il est maintenant un membre des Dollars . Il est surnommé Dotachin (il déteste être appelé comme ça )  par Izaya, qui en est l'auteur, et Erika . Il quitte les Blue Squares après avoir découvert que leur chef a enlevé Saki Mikajima, lors d'un conflit avec un autre gang, et la sauve avec son gang. Il était dans le même lycée qu'Izaya, Shizuo et Shinra et, il est souvent en compagnie de Saburo Togusa, Walker Yumasaki et Erika Karisawa. Ils sont entrés par curiosité dans le gang dit transparent des Dollars.
Saburo Togusa (渡 草 三郎, Togusa Saburo)
Il est le conducteur du groupe de Kadota. Il peut devenir fou lorsque sa camionnette est endommagée. Il est fan de la chanteuse pop Ruri Hijiribe, qui est sa déesse. Il a également été membre des Blue Squares  mais les a quittés avec le groupe de Kadota pour la même raison.
Walker Yumasaki (遊馬 崎 ウォーカー, Yumasaki WOKA) (surnommé Walker)
Comme son amie, Erika, Walker est un otaku, fan de manga. Lui et Erika sont presque toujours ensemble. Leur vengeance préférée est de torturer leur victime selon les différentes méthodes proposées dans un manga préalablement choisi par la victime elle-même. Il semble être insouciant et garde souvent un mystérieux sourire aux lèvres. Il a également été membre des Blue Squares mais les quitte avec Kadota . Durant le sauvetage de Saki Mikajima, il met le feu à la camionnette des ravisseurs et s'enfuir avec elle dans la fourgonnette de Saburo. Il est aussi qualifié de Pyromane par certaines personnes l'ayant déjà affronté en raison de sa manière de se battre (à l'aide d'essence, de cocktail Molotov, de briquets, bombes aérosol trafiquées en lance flammes et même extincteur lui aussi trafique en lance flamme)
Erika Karisawa (狩沢 絵理華, Karisawa Erika) (surnommée Maomin)
Otaku et fujoshi, elle est presque toujours avec Walker. Leur vengeance préférée est de torturer leur victime selon les différentes méthodes proposées dans un manga préalablement choisi par la victime elle-même. Comme Izaya elle surnomme Kadota "Dotachin". Elle a également été membre des Blue Squares qu'elle a quitté avec le groupe de Kadota. Fan de Yaoi, elle imagine souvent que Shizuo aime Izaya. Elle est aussi une grande amatrice de cosplay avec son petit groupe comportant notamment Anri Sonohara.
Seiji Yagiri (征矢切, Yagiri Seiji)
Il est dans le même lycée que Mikado, Masaomi et Anri. Petit frère de Namie Yagiri, il est aveuglément amoureux de la tête de Celty depuis que sa sœur aînée, Namie, la lui a montré. Il quitta ses études le jour de la rentrée pour se mettre à la recherche de Mika Harima, une fois qu'elle se s'est fait refaire le visage pour ressembler à la tête de Celty.
Harcelé par Mika Harima, il blesse très gravement cette dernière qui a découvert la tête de Celty en s'introduisant chez Seiji. Il finit par sortir avec Mika, qui, après avoir été soignée a subi une chirurgie esthétique de la part de Namie pour qu'elle ressemble à la tête de Celty.
Mika Harima (張間 美香, Harima Mika)
Amie avec Anri Sonohara, elle harcelait celui dont elle était tombée amoureuse, Seiji Yagiri. S'introduisant un jour chez ce dernier, elle découvrit la tête de Celty chez lui. Elle fut gravement blessée par Seiji mais réanimée par la sœur de Seiji (qui lui donna aussi l'apparence de la tête de Celty), elle prit le nom de la Dullalhan et se fit passer pour elle pour sortir avec Seiji.
Mairu Orihara (折原舞流, Orihara Mairu) (surnommée Mai)
Petite sœur d'Izaya, qui n'est pas timide contrairement à sa sœur Kururi, elle lit des mangas et des magazines pornos en classe. Elle est fan de Yuhei Hanajima alias Kasuka Heiwajima et elle connait Shizuo. Elle a un an de moins que Kururi et est au lycée Raira. Elle se fait parfois insulter à cause de l'influence de son frère. Les deux sœurs auraient décidé en primaire quel serait leur caractère afin d'être totalement complémentaires, ce qui explique le fait qu'elles possèdent des caractères opposés.
Kururi Orihara (折原九琉璃, Orihara Kururi) (surnommée Kyo)
Petite sœur d'Izaya,15 ans, est très timide contrairement à sa sœur Mairu, elle est amoureuse d'un garçon du nom de Kuronuma Aoba. Ce dernier lui a dit qu'elle était plus mignonne que les autres filles et se fait attaquer tous les jours parce qu'elle est la sœur de Mairu. Elle est au lycée Raira.
Shingen Kishitani (岸谷 森厳, Shingen Kishitani)
Père de Shinra, médecin, c'est lui qui accueillit Celty lorsqu'elle entreprit la recherche de sa tête, et c'est sur son corps qu'il enseigna l'anatomie humaine à son fils. En « visite » chez ce dernier, il porte constamment un masque à gaz, même pour dormir et prendre sa douche parce que « l'air de Tokyo est impur ».

## Light novel
Durarara!! est une série de light novels écrite par Ryohgo Narita et illustrée par Suzuhito Yasuda. Elle a débuté en avril 2004 et est commercialisée en volumes reliés par ASCII Media Works. Le treizième volume, marquant la fin du premier arc, est sorti en janvier 2014. Pour le second arc, la série est renommée Durarara!! SH et l'histoire se déroule deux ans dans le futur. Le premier volume est commercialisé le 10 avril 2014, et quatre tomes sont sortis au 10 février 2016.
En France, Durarara!! est licencié par les éditions Ofelbe, le premier tome est sorti le 1er octobre 2016.

## Manga
Une adaptation en manga basée sur le scénario de Ryōgo Narita et dessinée par Akiyo Satorigi est publiée dans le magazine Monthly GFantasy de Square Enix entre le 18 avril 2009 et le 18 avril 2011 et est compilé en quatre volumes. Le manga Durarara!! Saika-hen est publié entre septembre 2011 et janvier 2013 et est compilé en trois volumes. Cette suite se concentre sur les incidents avec l'épée démoniaque Saika. L'arc Kōkinzoku-hen est publié entre 2013 et octobre 2014. Un nouveau manga basé sur le light novel débute en octobre 2014 dans le magazine Monthly Sylph.
Le jeu vidéo Durarara!! 3way standoff -alley- sorti sur PlayStation Portable est également adapté en manga. Dessiné par Izuco Fujiya, il est publié dans le magazine Monthly Sylph entre juillet 2013 et août 2014. Le jeu vidéo Durarara!! Relay sorti sur PlayStation Vita connaît également une adaptation en manga. Celle-ci est publiée depuis octobre 2014 dans le magazine Monthly Sylph.

### Durarara!!
| no | Japonais         | Japonais          |
| no | Date de sortie   | ISBN              |
| -- | ---------------- | ----------------- |
| 1  | 26 décembre 2009 | 978-4-7575-2765-2 |
| 2  | 26 juin 2010     | 978-4-7575-2921-2 |
| 3  | 27 décembre 2010 | 978-4-7575-3109-3 |
| 4  | 27 juin 2011     | 978-4-7575-3276-2 |

### Durarara!! Saika-hen
| no | Japonais          | Japonais          |
| no | Date de sortie    | ISBN              |
| -- | ----------------- | ----------------- |
| 1  | 27 février 2012   | 978-4-7575-3516-9 |
| 2  | 10 septembre 2012 | 978-4-7575-3711-8 |
| 3  | 27 mars 2013      | 978-4-7575-3930-3 |

### Durarara!! Kōkinzoku-hen
| no | Japonais        | Japonais          |
| no | Date de sortie  | ISBN              |
| -- | --------------- | ----------------- |
| 1  | 26 octobre 2013 | 978-4-7575-4111-5 |
| 2  | 27 mai 2014     | 978-4-7575-4299-0 |

## Anime
L'adaptation en série télévisée d'animation est annoncée sur la jaquette du sixième volume de la série de romans.
L'anime est produite par le studio Brain's Base et sa diffusion a commencé le 7 janvier 2010 sur les chaînes MBS, TBS et CBC. Deux épisodes bonus sont sortis avec les septième et treizième coffrets Blu-ray,. De nombreux clins d’œil à Baccano! sont présents dans Durarara !!, les deux anime étant réalisés par le même studio et se déroulant dans le même univers. En France, la série est diffusée en simulcast par Dybex, et est également éditée en DVD.
Une seconde saison est annoncée lors de la célébration des dix ans de la série au Dengeki Game Festival 2014. L'équipe de production est la même que pour la première série sauf le studio d'animation qui n'est plus Brain's Base mais Shuka. La première partie débute en janvier 2015, suivie par une deuxième partie en juillet 2015 et une troisième partie en janvier 2016. Dans les pays francophones, la série est diffusée en simulcast sur Wakanim.

### Musiques
| Saison   | Épisodes | Début                                                              | Début              | Fin                | Fin                     |
| Saison   | Épisodes | Titre                                                              | Artiste            | Titre              | Artiste                 |
| -------- | -------- | ------------------------------------------------------------------ | ------------------ | ------------------ | ----------------------- |
| 1        | 1 - 12   | Uragiri no Yūyake (裏切りの夕焼け, litt. "Crépuscule de trahison") | Theatre Brook      | Trust Me           | Yūya Matsushita         |
| 1        | 13 - 24  | Complication                                                       | ROOKiEZ is PUNK'D  | Butterfly          | On/Off                  |
| ×2 Shō   | 1 - 12   | HEADHUNT                                                           | OKAMOTO'S          | NEVER SAY NEVER    | THREE LIGHTS DOWN KINGS |
| ×2 Ten   | 1 - 12   | Day you laugh                                                      | Toshiyuki Toyonaga | EXIT               | REVALCY                 |
| ×2 Ketsu | 1 - 12   | Steppin’ out                                                       | FLOW               | Joker ni Yoroshiku | PENGUIN RESEARCH        |

### Doublage
- Mikado Ryūgamine: Toshiyuki Toyonaga
- Masaomi Kida: Mamoru Miyano
- Anri Sonohara: Kana Hanazawa
- Celty Sturluson: Miyuki Sawashiro
- Shinra Kishitani: Jun Fukuyama
- Shizuo Heiwajima: Daisuke Ono
- Izaya Orihara: Hiroshi Kamiya
- Simon Brezhnev: Takaya Kuroda
- Erika Karisawa: Ayahi Takagaki
- Saburou Togusa: Takuma Terashima
- Kyōhei Kadota: Yūichi Nakamura
- Walker Yumasaki: Yūki Kaji
- Seiji Yagiri: Kazuma Horie
- Mika Harima: Mariya Ise
- Namie Yagiri: Sanae Kobayashi
- Shingen Kishitani: Akio Ohtsuka
- Aoba Kuronuma: Hiro Shimono
- Kasane Kujiragi: Houko Kuwashima
- Jinnai Yodogiri: Nobuo Tobita
- Mairu Orihara: Eri Kitamura
- Kururi Orihara: Hisako Kanemoto
- Rokujo Chikage: Yūki Ono
- Akane Awakusu: Misaki Kuno
- Mikiya Awakusu: Yasuyuki Kase
- Mizuki Akabayashi: Kappei Yamaguchi
- Haruya Shiki: Hōchū Ōtsuka
- Shu Aozaki: Kiyoyuki Yanada
- Kinnosuke Kuzuhara: Keiji Fujiwara
- Saki Mikajima: Misato Fukuen
- Kasuka Heiwajima: Daisuke Kishio
- Tom Tanaka: Katsuyuki Konishi
- Ruri Hijiribe: Saki Fujita
- Takashi Nasujima: Yuji Ueda
- Hōrada: Wataru Takagi
- Vorona: Mao Ichimichi
- Slon: Satoshi Mikami
- Egor: Toshiyuki Morikawa
- Dennis: Shinya Takahashi

## Produits dérivés

### Jeux vidéo
Plusieurs jeux vidéo de type visual novel sont sortis au Japon. Le premier intitulé Durarara!! 3way standoff est sorti le 22 septembre 2010 sur PlayStation Portable. Le deuxième intitulé Durarara!! 3way standoff -alley- est sorti le 25 août 2011 sur PlayStation Portable. Un troisième jeu intitulé Durarara!! 3way standoff -alley- V est sorti le 19 juin 2014 sur PlayStation Vita. Un quatrième jeu intitulé Durarara!! Relay est prévu sur PlayStation Vita pour janvier 2015.
Le personnage de Shizuo Heiwajima est jouable dans le jeu vidéo Dengeki Bunko Fighting Climax disponible sur PlayStation Vita et PlayStation 3.